# Orde van Nationale Bevrijding
De Orde van Nationale Bevrijding werd door de regering van Joegoslavië verleend. Het praesidium van het federale parlement kende maarschalk Tito deze in de stijl van de Russische oorlogsonderscheidingen uitgevoerde op de borst gedragen ster in 1945 toe. Zie de Lijst van ridderorden en onderscheidingen van maarschalk Tito.
Het is een verguld zilveren vijfpuntige ster met een ovaal zilveren medaillon met de afbeelding van een soldaten en arbeiders. Rond de ster is een krans van korenaren geplaatst waarop een rode ster is bevestigd. Op een zilveren plaatje onder de krans staat "Narodno Osvoboditve".